# Camp militaire Kapalata
Vous venez d’apposer le modèle de débat d'admissibilité.
Avant toute chose, veuillez créer la page de débat correspondante en cliquant ici.
- Une fois la page de vote initialisée, rafraîchissez cette page, et le bandeau prendra son aspect définitif.
- Si votre débat d'admissibilité est groupé (le motif et l’argumentation doivent être les mêmes), modifiez cette page pour ajouter au modèle le paramètre « cat » suivi du nom de la page de discussion de l’article pour lequel la page de débat existe déjà (ex. : cat=Discussion:Nom_de_l'autre_article). Ensuite, suivez les nouvelles instructions qui apparaissent.
- Vous pouvez également utiliser le paramètre « type » pour faciliter l’accès aux critères d’admissibilité. Exemple : {{suppression|type=mot-clé}}. Liste des mots-clés existants : fiction, musique, art visuel, fanzine, jeu de société, porno, sportif, association, enseignement, société, site web, route, nombre, (Liste complète ici).

| 1. | Créez la page de débat d'admissibilité.                                                                      | Sauvegardez d’abord la page pour l’initialiser puis indiquez votre motivation.                 |
| 2. | Important : ajoutez une entrée dans la section Débat d'admissibilité du jour.                                | Utilisez ce texte : *{{L\|Camp militaire Kapalata}}                                            |
| 3. | Pensez à informer les contributeurs principaux de la page et les projets associés lorsque cela est possible. | Utilisez ce texte : {{subst:Avertissement débat d'admissibilité\|Camp militaire Kapalata}}~~~~ |

Le camp militaire de Kapalata est un centre d’instruction situé à environ 35 kilomètres au nord de Kisangani, dans la province de la Tshopo, en république démocratique du Congo (RDC). Ce camp est principalement utilisé pour la formation des recrues militaires et des forces de police nationale.
Établi en 1957, il a d’abord servi de centre d’entraînement pour l’armée congolaise. Avec le temps, son rôle a évolué pour inclure la formation des éléments de la police nationale congolaise (PNC), notamment grâce à des partenariats avec des organisations internationales.

## Histoire et évolution
Depuis sa création, le camp de Kapalata a joué un rôle clé dans l’instruction militaire au Congo. Après l’indépendance en 1960, il est resté un lieu stratégique pour la formation des soldats et officiers congolais.
Dans les années 2000, alors que la RDC engageait plusieurs réformes dans le secteur de la sécurité, Kapalata a été intégré dans un vaste programme de renforcement des capacités des forces armées et de la police.

## Formation des Recrues de la PNC
En 2011, le camp a accueilli un programme de formation pour 122 nouvelles recrues de la Police nationale congolaise (PNC). Ce projet a été mis en place grâce à un partenariat entre la MONUSCO (Mission de l’ONU pour la stabilisation en RDC), la JICA (Agence japonaise de coopération internationale) et le PNUD (Programme des Nations Unies pour le développement).
Cette formation visait à améliorer les compétences des policiers, notamment en matière de maintien de l’ordre, de respect des droits humains et de lutte contre la criminalité.
En 2012, le centre a également organisé un programme de recyclage pour 30 officiers de la PNC. Cet entraînement portait sur des méthodes de planification et d’encadrement, ainsi que sur des techniques modernes d’intervention et de maintien de la paix.

## Programmes environnementaux et développement durable
Outre ses activités militaires et policières, le camp de Kapalata a aussi été impliqué dans des initiatives écologiques .
En 2013, dans le cadre de la lutte contre le réchauffement climatique, la MONUSCO, le PNUD et la PNC ont lancé un projet de reboisement à Kapalata. 200 arbres fruitiers ont été plantés dans l’enceinte du camp pour promouvoir le développement durable et la préservation de l’environnement.

## Rôle stratégique et impact
Le camp militaire de Kapalata demeure un élément central du dispositif de formation des forces de sécurité en RDC. Il contribue à la professionnalisation des forces armées et policières, un facteur essentiel pour la stabilisation du pays.
Grâce à son emplacement stratégique et aux partenariats internationaux, il continue d’être un pilier pour le renforcement des capacités militaires et policières en RDC.